# رون ديفيز (سياسي)
رون ديفيز (بالإنجليزية: Ron Davies)‏ هو سياسي أسترالي، ولد في 25 يوليو 1919 في أستراليا، وتوفي في 5 يونيو 1980 بهونغ كونغ في الصين. حزبياً، نشط في حزب العمال الأسترالي. وقد انتخب عضو مجلس النواب الأسترالي عن دائرة Division of Braddon ‏ (22 نوفمبر 1958 – 13 ديسمبر 1975).